# De grote Gatsby
De grote Gatsby (Engelstalige titel: The Great Gatsby) is een roman van de Amerikaanse auteur F. Scott Fitzgerald. Het verhaal speelt zich af op Long Island en in New York gedurende de zomer van 1922. Dit is de periode van de roaring twenties en de drooglegging. Fitzgerald nam veel tijd voor het schrijven en zei vanaf het begin dat dit boek hem beroemd moest gaan maken. Na een lange voorbereiding begon hij er in 1923 aan. Na lang schrijven, herzien, herschrijven en het verwijderen van grote delen, verscheen het boek uiteindelijk op 10 april 1925.
Hoewel binnen een jaar na uitgave een toneelstuk op Broadway verscheen en er een Hollywood-film van werd gemaakt, werd de roman vergeten tijdens de Grote Depressie en de Tweede Wereldoorlog. Fitzgerald stierf in 1940 en pas jaren na zijn dood zou het boek een succes worden. Heruitgaven volgden in 1945 en 1953 en al snel werd het boek door een grote groep mensen gelezen. Het wordt vaak betiteld als de Great American Novel. Het boek is vertaald in meerdere talen en in landen over de hele wereld wordt De grote Gatsby opgenomen in de standaardliteratuur van middelbare scholen en universiteiten. Het boek staat op de tweede plaats in Modern Library 100 Beste Romans, een lijst van de 100 beste Engelstalige romans van de twintigste eeuw. De grote Gatsby is enkele malen verfilmd.
In Nederland verscheen de eerste vertaling, van L. Cornils, in 1949 bij G.A. van Oorschot. Sinds 1985 is de roman door verschillende uitgeverijen uitgebracht. Susan Janssen verzorgde hiervoor de vertaling.

## Samenvatting
De grote Gatsby gaat over Jay Gatsby, een rijke en mysterieuze veteraan uit de Eerste Wereldoorlog, die zich een weg naar de rijke bovenlaag van de bevolking heeft gebaand. Het verhaal wordt verteld door Nick Carraway, die naar West Egg, New York is verhuisd en daar Gatsby's buurman wordt. Ondanks het feit dat Nick zichzelf prijst als een van de eerlijkste mensen die hij ooit heeft gekend, liegt hij regelmatig, waardoor het voor de lezer niet altijd duidelijk is wat er werkelijk gebeurd is.
Vroeger had de arme Gatsby een relatie met rijke Daisy, maar toen hij tijdens de oorlog in Europa vocht, trouwde Daisy met Tom Buchanan. Eenmaal teruggekeerd zocht Gatsby een fortuin bij elkaar en kocht hij een groot landgoed, waar hij grote feesten gaf voor de jetset. De gasten weten echter weinig af van hun gastheer en de wildste theorieën doen de ronde over het leven van deze mysterieuze verschijning. Gatsby nodigt zijn buurman Nick uit op een van zijn vele feestjes en de twee geraken bevriend.
Op een dag nodigt Nick Gatsby en zijn nicht Daisy bij hem thuis uit voor thee. Wanneer hij hen even alleen laat, wordt het duidelijk dat Gatsby en Daisy nog steeds iets voor elkaar voelen. Uiteindelijk gaan de drie naar Gatsby's huis, waar hij Nick en Daisy rondleidt. Vanaf dat moment gaat Daisy geregeld langs bij haar verloren liefde.
Op de heetste dag van de zomer worden Gatsby en Nick uitgenodigd bij Daisy en Tom. Gatsby hoopt dat Daisy daar eindelijk zal opbiechten dat zij nog steeds van Gatsby houdt, in het bijzijn van Tom. Meer nog, hij wil dat ze zegt dat ze nooit van Tom gehouden heeft. Aanvankelijk lijkt het erop dat hij in die opzet zal slagen en zo Daisy terug voor zichzelf zal winnen, totdat Tom in de ruzie zegt dat hij het leven van Gatsby heeft uitgeplozen: Gatsby heeft zijn geld door georganiseerde misdaad vergaard. Daisy draait bij en geeft toe dat het niet waar is dat ze nooit van Tom heeft gehouden.
Tom stuurt Gatsby en Daisy vervolgens naar huis. Daisy veroorzaakt echter een ongeluk met Gatsby's nieuwe auto waarbij Myrtle Wilson (de minnares van Tom) omkomt. Wanneer George Wilson, de man van Myrtle, bij Tom Buchanan verhaal komt halen, wordt Gatsby als eigenaar en bestuurder van de auto aangewezen. George trekt vervolgens naar Gatsby om hem te vermoorden en om vervolgens zelfmoord te plegen.
Tijdens de begrafenis van Gatsby wordt meer duidelijk over zijn achtergrond.

## Achtergrond
Fitzgerald verhuisde in 1922, in de periode waarin hij zich voorbereidde op het boek, naar Long Island (New York). Hier werd hij geconfronteerd met de rivaliteit tussen oud geld en de nouveau riche die in aparte dorpen woonden. Dit inspireerde hem tot het bedenken van de plaatsen 'West Egg' voor het nieuwe geld en 'East Egg' voor het oude geld. De rivaliteit tussen beide plaatsen speelt mee op  de achtergrond van het verhaal. Jay Gatsby behoort tot het nieuwe geld in West Egg, terwijl Tom en Daisy tot het oude geld in East Egg behoren.
Daisy en misschien het hele plot is geïnspireerd door Ginevra King, die opgroeide in een Lake Forest huis in Chicago, genaamd Kingdom Come Farm, een voormalig buitenverblijf van een rijke bankier, dat in 2008 nieuwe eigenaren kreeg. Ginevra was 16 toen Scott haar ontmoette. Zij werd een jeugdliefde van hem, maar zij moest uiteindelijk niets hebben van zo'n relatief arm provincaaltje als Fitzgerald en trouwde oud geld uit Chicago. Er is twee jaar aan correspondentie tussen hen bewaard gebleven.

## Titelkeuze
Fitzgerald twijfelde lang over de titel die hij de roman zou geven. Andere titels die hij overwoog waren: Gatsby, Among Ash-Heaps and Millionaires, Trimalchio,  Trimalchio in West Egg, On the Road to West Egg,  Under the Red, White, and Blue, Gold-Hatted Gatsby en The High-Bouncing Lover. Vooral de titel Trimalchio was lang zijn favoriet. Trimalchio is een personage uit het Romeinse boek Satyricon, die er net als Gatsby als een playboy op los leeft. Op 19 maart, net voordat het boek naar de drukker ging, wilde hij de titel nog veranderen in Under the Red, White, and Blue maar de titel kon niet meer gewijzigd worden. Fitzgerald gaf later aan niet tevreden te zijn met de huidige titel.

## Analyse
Het boek is op meerdere manieren kritisch over de American Dream. Deze zou haaks staan op het oorspronkelijke Amerikaanse ideaal dat iedereen zijn eigen vrijheid en geluk zou kunnen en moeten nastreven. In plaats daarvan streeft Gatsby alleen nog rijkdom na, waardoor hij zijn normen en waarden verkwanseld heeft. Dit heeft weer tot gevolg dat hij zich leeg en eenzaam voelt. De American Dream houdt ook in dat iedereen de kans heeft om op eigen kracht succes te hebben. Nick is daarentegen rijk door een erfenis, nota bene van een voorouder die zijn dienstplicht tijdens de Amerikaanse Burgeroorlog wist te ontlopen en in die periode rijk werd. Gatsby heeft last van het feit dat hij als nouveau riche wordt gezien en niet geaccepteerd door de mensen met oud geld wat niet past bij het beeld van gelijkheid. In het boek wordt daarmee gesteld dat er wel degelijk een aristocratie is in de Verenigde Staten.
Het verhaal is ook een uiting van ware liefde. Daisy is de grote liefde van Gatsby en de motivatie voor zijn financieel succes. Hij probeert met zijn geld tot de klasse van Daisy te geraken, maar hij wordt nooit echt geaccepteerd. De finesses en vanzelfsprekendheden die iemand daarvoor in z'n opvoeding meekrijgt, ontbreken hem. Zij trouwt met oud geld. Gatsby huurt een huis aan de overkant van de baai waar Daisy met haar man Tom Buchanan woont. Dag en nacht geeft hij feesten in de hoop dat zij ook eens komt en zij elkaar zogenaamd toevallig kunnen ontmoeten. Zijn huis is een lichtbaken en het lukt hem haar ernaartoe te lokken. Hij heeft Daisy echter slechts korte tijd gekend, jaren geleden, toen hij nog arm was en er wordt op gehint dat hij haar destijds meer om haar rijkdom bewonderde. Gatsby wil niet alleen dat Daisy van hem houdt, maar ook dat ze zegt dat ze nooit van Tom gehouden heeft. Hierna wil hij met haar trouwen in het dorp waar ze elkaar gekend hebben. Net alsof hij de tijd kan terugdraaien en dat, terwijl Daisy al een baby van Tom heeft.
Het boek speelt zich af tijdens de drooglegging en toch wordt er in het boek doorlopend gedronken. Ook dit is een kritische verwijzing naar de American Dream waar de rijken buiten de wet staan, zichzelf kapot maken en de armen meeslepen in hun val. De American Dream maakt dus veel kapot en brengt weinig goeds. Gatsby leeft als bijzonder positief en hoopvol ingesteld persoon in een wereld die koud, onrechtvaardig en onverschillig is en die hem ook nog eens veroordeelt. Typisch is wel dat Gatsby zelf nooit drinkt en pas in het eind van het boek gebruik maakt van zijn zwembad, maar alle rijkdom en feesten hebben dan ook slechts één doel, namelijk Daisy terugwinnen.
Het boek bevat veel weelderig taalgebruik en zinnen die tot nadenken stemmen. Op een gegeven moment zegt Tom dat de blanke mensen de hele wereld hebben gecreëerd, terwijl voor alle hoofdpersonen geldt dat ze zelf nog nooit iets goeds in hun leven hebben geproduceerd en allemaal op een oneerlijke manier aan hun geld zijn gekomen. Daisy zegt op een bepaald moment dat ze hoopt dat haar dochter niet al te snugger zal zijn, omdat dat de beste manier is om in deze wereld te overleven. Verder wordt de kleur geel veel genoemd, als verwijzing naar succes (goud) en geluk maar is het tegelijkertijd ook een verwijzing naar het noodlot en de dood.

## Verfilmingen
The Great Gatsby werd vijfmaal verfilmd:
1. The Great Gatsby, in 1926, door Herbert Brenon
2. The Great Gatsby, in 1949, door Elliott Nugent
3. The Great Gatsby, in 1974, door Jack Clayton met Robert Redford
4. The Great Gatsby, in 2000, door Robert Markowitz
5. The Great Gatsby, in 2013, door Baz Luhrmann met Leonardo DiCaprio.

## Adaptaties
Jay en Daisy, de voornamen van de belangrijkste personages, zijn ook de namen van de hoofdpersonages van de roman Het beest in Daisy van de Nederlandse auteur Cindy Hoetmer, die zich gedeeltelijk eveneens in een rijk milieu afspeelt.